# Мухаммад дан Ібрагім
Мухаммад дан Ібрагім (Махаман дан Ібрам) (д/н — після 1853) — 12-й султан Дамагараму в 1850—1851 роках. Мав лакаб Каче.

## Життєпис
Син султана Ібрагіма дан Сулеймана. Відомостей про нього обмаль. 1850 року почався новий етап війни батька Мухаммада проти стрийка останнього — Танімуна. В одній з битв султан Ібрагім загинув. Знать оголосила Мухаммада новим султаном.
Взимку 1850—1851 року прийняв британського мандрівника Джеймса Річардсона, який одним з перших надав опис Зіндера та двору султана.
Втім він опинився в складній ситуації через дальший наступ Танімуна. Не зміг здобути широкої підтримки. 1851 року зазнав остаточної поразки й втік до Борну. Тут в шеху Умара I дістав підтримку та став готуватися до вторгнення до Дамагараму. Але Умара I самого повалили 1853 року. В результаті кампанія не відбулася. Подальша доля Мухаммада невідома.